# Cyrtomium sierpowate
Cyrtomium sierpowate, paprotnik sierpowaty (Cyrtomium falcatum (L.f.) C.Presl) – gatunek paproci z rodziny nerecznicowatych (Dryopteridaceae). Pochodzi z Azji Południowo-Wschodniej, introdukowany w Europie i Ameryce Północnej. Żyje na rozległym terytorium od Indii do Chin na wysokościach nie przekraczających 1000 m n.p.m., na granicy strefy podzwrotnikowej i zwrotnikowej. Spotyka się go również na klifach i w szczelinach skalnych na zboczach gór sąsiadujących z morzem. Roślina zimozielona, wieloletnia, żyje 3–10 lat. Uprawiana jest jako roślina doniczkowa.

## Morfologia
PokrójRoślina o wysokości do 60 cm.
LiścieStosunkowo sztywne, o długości do 50 cm, składają się z 6–10 par błyszczących, jasnozielonych lancetowatych lub jajowato-lancetowatych listków o długości 3–4 cm.
ZarodnieBrunatne lub czarne kupki zarodni są okrągłe i regularnie ułożone na spodzie każdego listka.
Część podziemnaDuże, jasnobrązowe kłącze.

## Uprawa
Podłoże powinno być lekkie i składać się z torfu, kompostu, piasku i liści bukowych. Bryła korzeniowa nie powinna nigdy całkowicie wyschnąć, dlatego najlepiej jest wstawić doniczkę do większego pojemnika wypełnionego stale bardzo wilgotnym torfem. Paproci tej nie trzeba przesadzać corocznie, wystarczy zastąpić ok. ⅓ podłoża nową mieszanką. Wymaga dużej wilgotności powietrza i należy pamiętać po możliwie częstym stosowaniu zraszania. Nawozy organiczne należy dostarczać tylko w okresie wegetacji.